# Somdabesma
Somdabesma est une commune située dans le département de l'Andemtenga de la province de Kouritenga dans la région du Centre-Est au Burkina Faso.